# Certification QSE

Logo du certification QSE

La certification Qualité-Sécurité-Environnement correspond à la mise en place d’un système de management intégré (SMI) fondé sur les référentiels ISO 9001 (pour la qualité), ISO 45001 (pour la sécurité) et ISO 14001 (pour l’environnement) et permet aux entreprises d’avoir une politique globale de management des risques. La certification QSE est un acte volontaire et s’inscrit dans une démarche de progrès global à tous les niveaux de l’entreprise.

## Objectif
L'objectif de la certification QSE est de permettre aux entreprises de mettre en place une politique globale de gestion des risques. Cela signifie que l'entreprise s'engage à respecter certaines normes et à mettre en œuvre des processus pour gérer et minimiser les risques liés à la qualité, à la sécurité et à l'environnement.

## Utilisation
L'utilisation de la certification QSE peut avoir plusieurs bénéfices pour l'entreprise certifiée et ses clients. En mettant en place les processus et les normes requis pour la certification QSE, l'entreprise peut améliorer la qualité de ses produits ou services, renforcer la sécurité sur le lieu de travail et minimiser son impact sur l'environnement. Cela peut également aider à établir un climat de confiance avec les clients et les autres parties prenantes, car ils peuvent avoir l'assurance que l'entreprise s'engage à respecter certaines normes et à gérer efficacement les risques.

## Obtention
L'obtention de la certification QSE nécessite un engagement de la part de l'entreprise et implique potentiellement des coûts et des efforts importants. L'entreprise doit non seulement mettre en place les processus et les systèmes nécessaires pour respecter les normes de qualité, de sécurité et d'environnement, mais elle doit par ailleurs faire l'objet d'audits réguliers pour vérifier qu'elle respecte toujours ces normes.

## Faits
FAVI a été la première entreprise française à être certifiée QSE en 2002,.